# Pachypops trifilis
 Pachypops trifilis és una espècie de peix de la família dels esciènids i de l'ordre dels perciformes.

## Morfologia
- Els mascles poden assolir 18,9 cm de longitud total.[4][5]

## Hàbitat
És un peix de clima tropical i pelàgic.

## Distribució geogràfica
Es troba a Sud-amèrica: conca del riu Amazones i rius de les Guaianes.

## Observacions
És inofensiu per als humans.